# سسیلیا بولاکو
سسیلیا بولاکو (انگلیسی: Cecilia Bolocco؛ زادهٔ ۱۹ مهٔ ۱۹۶۵) هنرپیشه، مجری تلویزیون، و مدل (شخص) اهل شیلی است.  او برنده جایزه دوشیزه جهان در سال ۱۹۸۷ است.